# Гелла (персонаж)
Гелла — персонаж роману «Майстер і Маргарита», вампірка з почту Воланда. Ім'я для персонажа Булгаков почерпнув зі статті «Чарування» Енциклопедичного словника Брокгауза і Ефрона, де зазначалося, що Геллами на острові Лесбос в давньогрецьких легендах називали передчасно загиблих дівчат-вампірок. 
Протягом роману Гелла з'являється кілька разів і зображується як небагатослівна, рудоволоса і зеленоока служниця Воланда. Під час сеансу чорної магії в театрі, в «недобрій квартирі» і на балу у Сатани Гелла виконувала допоміжні ролі. 
Деякі булгакознавці висловлюють думку, що Гелла знаходиться внизу ієрархії свити. Це припущення доводиться відсутністю вампірки в сцені останнього польоту, коли вся свита перевтілюється. Однак хранителька літературної спадщини автора Олена Булгакова стверджувала, що це результат незавершеності роботи над романом. 
Хоча Гелла дуже вродлива, на шиї у неї є потворний шрам, який вказує на те, що Гелла — вампірка. По квартирі, в якій зупинилася свита Воланда, вона ходить оголена, в одному фартусі. Це характерно для вампірів, оскільки вони є нижчим розрядом нечистої сили.

## В екранізації роману
В телесеріалі 2005 року Геллу грає петербурзька акторка Тетяна Школьник. Костюмів для зйомок знадобилося три: фартух для квартирних сцен, вечірня сукня для сеансу в Вар'єте і сукня з розрізом під час балу. Оголеного тіла в кадрі практично немає — серіал розрахований на сімейний перегляд. Після зйомок акторка зізнавалася, що найскладнішим було імітувати пластику польоту.